# Thanatus lanceoletus
Thanatus lanceoletus là một loài nhện trong họ Philodromidae.
Loài này thuộc chi Thanatus. Thanatus lanceoletus được Benoy Krishna Tikader miêu tả năm 1966.